# Fischerbacher Turm
Der Fischerbacher Turm ist eine abgegangene Höhenburg auf einer schmalen Felsrippe im Fischerbachtal bei der heutigen Gehöftgruppe Fischerbach-Turm (Buchholzenhof) im Gemeindeteil Turm von Fischerbach im Ortenaukreis in Baden-Württemberg.
Die Herren von Fischerbach, die unter anderem im Besitz der Burg Fischerbach waren, sind im Zusammenhang mit dem Fischerbacher Turm nicht klar belegbar. Vielmehr gehörte der Bereich der heutigen Gehöftgruppe im frühen 12. Jahrhundert den Herren von Wolfach. 1275/77 gingen Teile davon als Lehen an die auf Burg Waldstein ansässigen Herren von Waldstein sowie die Herren von Ramstein von Burg Weiler. 1422 kauften die Herren von Gippichen den Herren von Geroldseck das Gebiet ab. Im Jahr 1456 wird erstmals ein „Vyscherbacher Turn“ anlässlich eines Verkaufs genannt.
Die Abmessungen des ehemaligen kleinen Burgareals mit dem Fundament lassen einen Wohnturm vermuten. Gefundene Keramikscherben werden in das 13. bis 15. Jahrhundert und Fragmente von Napf- und Viereckkacheln in das 14. bis 15. Jahrhundert datiert.